# Намести Миру
«На́мести Ми́ру» (чеш. Náměstí Míru, в произношении звучит как «намнести» — Площадь Мира) — станция пражского метрополитена. Станция была открыта 12 августа 1978 года в составе первого участка линии «А» «Дейвицка — Намести Миру». До 19 декабря 1980 года, была конечной линии А, ныне находится между станциями «Музеум» и «Йиржиго з Подебрад». Располагается в историческом районе Винограды, под улицей Корунни (Korunní).
Выход на поверхность, к одноимённой площади, осуществляется через подземный вестибюль, соединённый с платформой длиннейшим в Евросоюзе эскалатором (длиной 87 метров).
Пилонная трёхсводчатая станция глубокого заложения с укороченным (68,8 метра) центральным залом и семью парами проходов на платформу. Глубина станции «Намести Миру» — 53 метра — наибольшая среди станций пражского метро. Эта станция является второй по глубине на территории ЕС после El Coll | La Teixonera в Барселоне. Длина платформы — 139 метров.
Своды станции оформлены плитками из анодированного алюминия золотистого и синего цветов, колонны облицованы нержавеющей сталью. Стоимость сооружения станции составила 303 млн. чехословацких крон. Полностью реконструирована в 1990-х годах. В перспективе планируется соорудить переход на одноимённую станцию линии D.

## Интересные места рядом со станцией
На площади, где располагается вход на станцию, находится Храм Святой Людмилы, возведённый в по проекту Йосефа Моцкера в конце XIX века.

## Характеристика
Станция с путевым развитием. В сторону станции «Muzeum» отходит ССВ к станции «I. P. Pavlova», в направлении к станции «Jiřího z Poděbrad» находится пошёрстный съезд, который использовался для оборота поездов, когда станция была конечной.

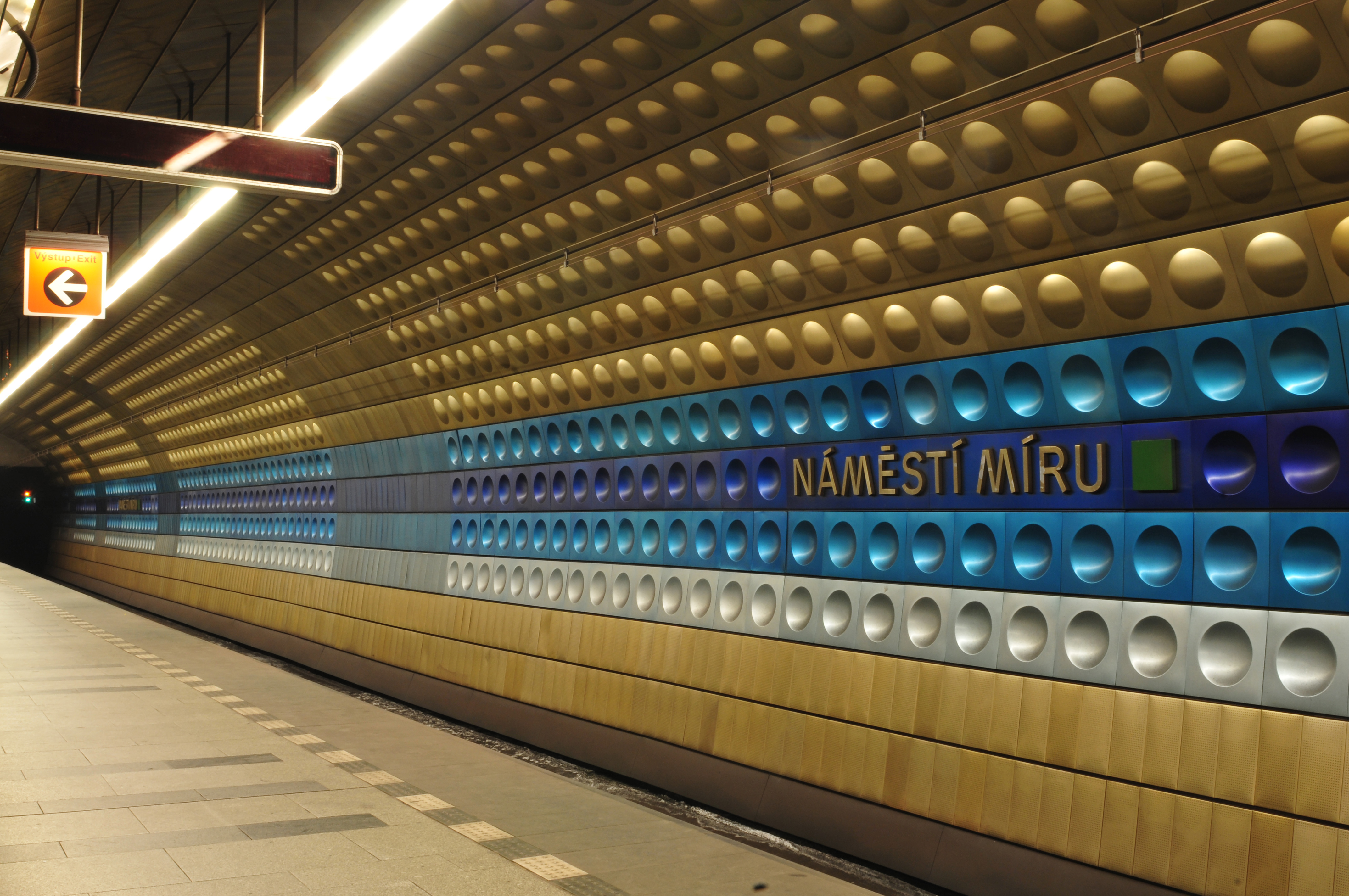
Путевая стена